# Фишер, Юлия (скрипачка)
Юлия Фишер (нем. Julia Fischer; род. 15 июня 1983, Мюнхен) — немецкая скрипачка, пианистка, музыкальный педагог.

## Биография
Мать Юлии, пианистка и музыкальный педагог Вера Кренкова, принадлежавшая к немецкому меньшинству в Словакии, эмигрировала в ФРГ в 1972 году. Отец, математик Франк-Михаэль Фишер, в том же году переехал в ФРГ из ГДР. Юлия начала учиться игре на скрипке в четырёхлетнем возрасте. В 9 лет поступила в Музыкальную академию Мюнхена (класс профессора Анны Чумаченко). Стала лауреатом конкурса скрипачей имени Менухина в 1995 году и победительницей конкурса молодых музыкантов «Евровидение» в Лиссабоне в 1996 году С этого времени началась её концертная карьера.
В новогоднем концерте 2008 года во Франкфурте-на-Майне дебютировала как пианистка, исполнив концерт Эдварда Грига.

## Личная жизнь
Живёт в Гаутингее вместе с мужем и двумя детьми.

## Репертуар
Бах, Вивальди, Мендельсон, Брамс, Чайковский, Глазунов, Прокофьев, Хачатурян, Паганини, Камиль Сен-Санс.

## Творческие контакты
Выступала с крупнейшими оркестрами мира под руководством известных дирижёров. Играла в ансамбле с Ларсом Фогтом, Т. Циммерман и др.

## Признание
Премия ЭХО-классик (2005), премия Diapason d’Or (2005), Бетховенское кольцо (Бонн) (2005), премия Музыкального журнала Би-Би-Си (2006), премия Diapason d’Or (2006), премия ЭХО-классик (2007), премия фирмы Граммофон (2007).